# Длъбочица (община Старо Нагоричане)
 Тази статия е за селото в Кумановско.  За селото в Кривопаланско вижте Длъбочица (община Крива паланка).  
Длъбочица, още Дълбочица или Дубочица (на македонска литературна норма: Длабочица), е село в Северна Македония, в община Старо Нагоричане.

## География
Селото е разположено в областта Козячия, в северните склонове на планината Герман на левия бряг на Широка река.

## История
В края на XIX век Длъбочица е българско село в Кумановска каза на Османската империя. Според статистиката на Васил Кънчов („Македония. Етнография и статистика“) от 1900 година Длъбочица е населявано от 336 жители българи християни.
Цялото християнско население на селото е под върховенството на Българската екзархия. По данни на секретаря на екзархията Димитър Мишев („La Macédoine et sa Population Chrétienne“) в 1905 година в Длъбочица има 240 българи екзархисти. Според секретен доклад на българското консулство в Скопие всичките 40 къщи в селото през 1904 година под натиска на сръбската пропаганда в Македония признават Цариградската патриаршия.
В учебната 1907/1908 година според Йован Хадживасилевич в селото има патриаршистко училище.
По време на Първата световна война Дълбочица е част от Рамновска община и има 272 жители.
Според преброяването от 2002 година селото има 51 жители, всички северномакедонци.

## Личности
Родени в Длъбочица
- Богдан Ристич Длъбочки, войвода на доброволческа чета в Сръбско-турската война от 1877 – 1878 г.

Починали в Дълбочица
- Петко Илиев (1886 – 1912), сърбомански четнически войвода